# Epiphragma (Epiphragma) buscki
Epiphragma (Epiphragma) buscki is een tweevleugelige uit de familie steltmuggen (Limoniidae). De soort komt voor in het Neotropisch gebied.